# Hemisinus brevis
Hemisinus brevis là một loài ốc nước ngọt động vật thân mềm chân bụng trong họ Thiaridae.

## Phân bố
Hemisinus brevis là loài đặc hữu của Pinar del Río với sự phân bố hạn chế ở Cuba.